# Champs Phlégréens de la mer de Sicile
Pour l’article homonyme, voir Champs Phlégréens.
Les champs Phlégréens de la mer de Sicile (en italien, Campi Flegrei del Mar di Sicilia ou Campi Flegrei Mar Sicilia), aussi appelés champs Phlégréens du canal de Sicile (Campi Flegrei Canale di Sicilia), sont une région volcanique sous-marine située au large de la Sicile, entre cette île italienne et celle de Pantelleria. Ils sont composés de treize volcans,.

## Géographie
Les champs Phlégréens de la mer de Sicile sont situés dans la mer Méditerranée, dans le canal de Sicile, un détroit qui sépare les côtes tunisiennes de la Sicile. Ils sont entourés par la Sicile distante d'une vingtaine de kilomètres vers le nord-est et l'île italienne de Pantelleria au sud-ouest ce qui fait qu'ils sont inclus dans les eaux territoriales italiennes.
Cette région volcanique est composée de treize volcans dont le plus célèbre est Empédocle qui a émergé pour la dernière fois en 1863 en donnant naissance à l'île temporaire de Ferdinandea,,. Depuis la fin de cette éruption, l'île a été érodée et s'élève à huit mètres sous le niveau de la mer faisant de ce sommet le point culminant des champs Phlégréens de la mer de Sicile,.
Les volcans composant les champs Phlégréens de la mer de Sicile sont :
- Amphitrite ;
- Cimotoe ;
- Empédocle dont la partie autrefois émergée est appelée Ferdinandea ;
- Galatea ;
- Madrepore ;
- Banc Nerita ;
- Banc de Pantelleria ;
- Pinne ;
- Banc Smyt I ;
- Banc Smyt II ;
- Banc Terribile ;
- Tetide.

La totalité des éruptions des champs Phlégréens de la mer de Sicile sont sous-marines à l'exception de celles d'Empédocle ayant donné naissance à trois reprises à l'île de Ferdinandea en 1701, 1831 et 1863.

## Histoire
La première éruption connue sur les champs Phlégréens de la mer de Sicile remonte à la première guerre punique aux alentours de 253 av. J.-C. lorsqu'Empédocle et Pinne entrent en activité.
Ce n'est qu'en 1632 qu'une deuxième éruption est connue avec une activité sous-marine sur Empédocle. Après une activité incertaine en 1701, une autre éruption sur ce volcan se déroule du 28 juin au 11 août 1831 en donnant naissance à l'île de Ferdinandea. D'indice d'explosivité volcanique de 3, l'éruption aura émis 550 millions de mètres cubes de téphras. Rapidement érodée, l'île surgira une nouvelle fois temporairement de la mer à la faveur d'une autre éruption d'Empédocle le 12 août 1863. Pinne entra en éruption les 4 et 5 octobre 1846, en 1867 et peut-être le 30 septembre 1911.